# Papalotla de Xicohténcatl
Papalotla de Xicohténcatl là một đô thị thuộc bang Tlaxcala, México. Năm 2005, dân số của đô thị này là 24616 người.